# 徐春梅
徐春梅（1966年3月22日—），中国退役女子篮球运动员，曾随中国国家队参加1988年夏季奥林匹克运动会女子篮球比赛，最终获得第六名。她曾在2000年和2001年间参加过韩国女子篮球联赛。